# Mercuer

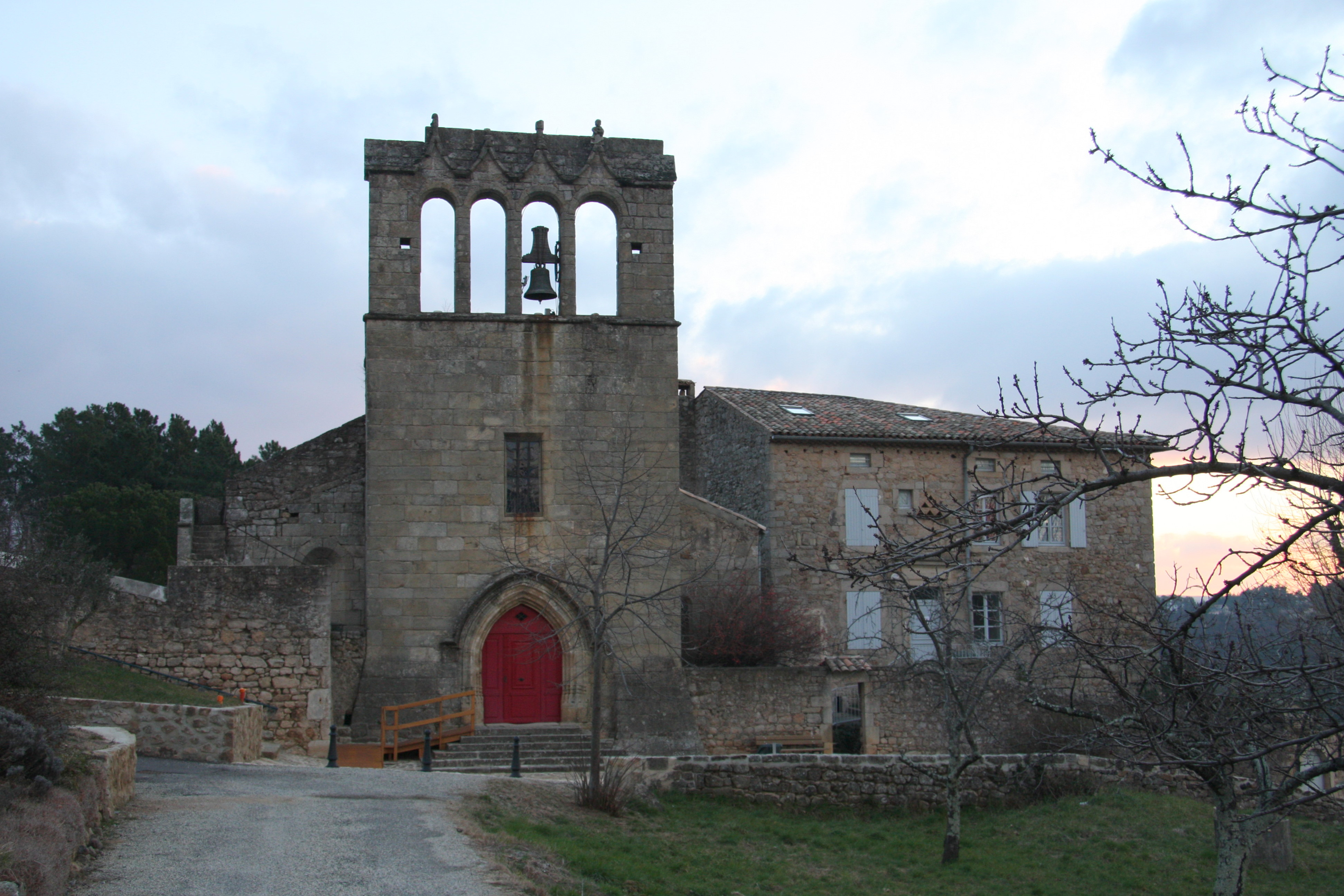
Kościół św. Lupusa (2009)

Mercuer – miejscowość i gmina we Francji, w regionie Owernia-Rodan-Alpy, w departamencie Ardèche.
Według danych na rok 1990 gminę zamieszkiwało 938 osób, a gęstość zaludnienia wynosiła 124 osoby/km² (wśród 2880 gmin regionu Rodan-Alpy Mercuer plasuje się na 815. miejscu pod względem liczby ludności, natomiast pod względem powierzchni na miejscu 1315.).